# ポスト共産主義
ポスト共産主義（ポストきょうさんしゅぎ、Post-communism）は新政権が自由市場志向の資本主義経済を創設しようとするヨーロッパやアジアの一部に存在する旧社会主義国における政治的または経済的な変化や「過渡期」の時代である。

## 政治
東側諸国・西側諸国双方におけるほとんどの共産党の政策は、ソビエト連邦の例による統治が行われていた。1989年の共産党が支配する政権の崩壊後の東側諸国のほとんどの国では、共産党は二つの分派に分かれた。改革志向の社会民主主義政党と新たな余り変革を志向しない共産主義政党である。新たに作られた社会民主主義政党は、一般に他の共産党より強大で強力であり、ベラルーシやチェコ、カザフスタン、モルドバ、ロシア、タジキスタン、ウクライナだけが共産党は強力な力を残した。
資本主義への移行が貧困や失業のような経済問題を引き起こし始めると、共産主義者だった社会民主党員は、急速に支持を得た。ほとんど全部が過去15年間に少なくとも1回は行われたそれぞれの国の全国選挙で勝利した。
西側諸国では自称共産党の多くが穏健や弱い急進路線に政策を変更することで対応した。イタリアやドイツのような国では、ポスト共産主義は実際の社会民主党に影響力を増すことになった。西側諸国の反ソ共産党（例：トロツキスト）は、ソビエト連邦の崩壊が見解と予言を支持すると感じたが、特にそこから得るものはなく、事実一部は同様にやや急進化した。

## 経済
ハンガリーやユーゴスラビア、 ポーランドが有名な数か国の共産主義国は、1980年代に計画経済から市場志向の経済への経済改革を実行していた。ポスト共産主義経済移行は、さらに唐突なものであり、十分に資本主義経済を創設することを狙った。
関係国全てが共産主義経済管理の伝統的な手法を禁止し、多かれ少なかれ成功裏に自由市場体制に移行した。（チャールズ・ポール・ルイスなどの）一部は多国籍企業の効果を強調するが、改革にも依然として分かってきている重要なマイナスの結果があった。
平均的な生活水準は、最も有名なところではNIS諸国における旧経済相互援助会議の多くで1990年早期に破滅的な下落を示し、この10年の終わりにかけて再び上昇を始めた。一部の国の人口は、今日1989年に比べて依然として相当悪化している（例：ウクライナやモルドバ、セルビア）。全ての国がグレート・リセッションで苦しんでいるが、しかし他の国は、その基準点から相当回復してきていて（例：ルーマニアやポーランド、ハンガリー、チェコ）、スロバキアやエストニア、ラトビア、リトアニアのような一部の国は、経済的な急成長を経験した（バルトの虎参照）。
一部の国は（フラット・タックスを導入したルーマニアやスロバキア、エストニアのように）、実際は西側諸国より資本主義的であるとの議論があるが、今日ヨーロッパのほとんどの後ポスト共産主義国は、一般に混合経済であると見られている。
ポスト共産主義に関連する経済的潮流は、ハイパーインフレーションや自由化、新自由主義、民営化を含んでいる。ポスト共産主義経済圏における基本的な挑戦は、ポスト共産主義国の組織で続く緊張関係の偉大な合意の結果として、資本主義と民主主義の理論に影響を与える制度上の圧力が共産主義の下で創設され今日この状況で社会化された経営者により運営される(事業や官庁などの)組織で用いられるものである。